# Orlovice
Obec Orlovice se nachází v okrese Vyškov v Jihomoravském kraji. Žije zde 294 obyvatel.

## Struktura obce
Rozdělení obce na části:
- Stráně
- Padělky
- Vrchní Pole
- Hofendy
- Zahrady
- Na Boudě
- Ochusky
- Na Lukášku
- Lysá Hora
- Malé žejdliky

Názvy pocházejí z lidových pojmenování a jsou historicky zaznamenány v císařských mapách a mapa evidence nemovitostí.

## Historie
První písemná zmínka o obci pochází z roku 1328.

## Hrad

### Historie
Vesnice Orlovice byla příslušenstvím Ivanovického panství, kde měli johanité své původní sídlo. Tatarský vpád v roce 1241 však ukázal, že opevněný dvorec v Ivanovicích nedostačuje a tak bylo rozhodnuto vystavět pevný hrad, který by se stal i reprezentativním sídlem komtura. Výstavba hradu probíhala ve druhé polovině 13. století a hrad byl obyvatelný někdy na přelomu 13. a 14. století.
Prvním známým komturem na hradě byl Pertold de Salza, který se uvádí v letech 1328–1332. V letech 1360–1362 byl komturem Radslav Řemdih z Malešova a roku 1892 Hereš, který byl řádovým místodržícím pro Moravu. Za husitských válek utrpěl řád johanitů značné ztráty a hrad se dostal do rukou Zikmunda Lucemburského. Ten ho roku 1423 předal svému zeťovi Alberchtovi. Roku 1425 dostal hrad do zástavy Hašek z Valdštejna, který přešel od husitů na katolickou stranu. Na Moravu však padla další husitská výprava, při níž byl hrad dobyt a zpustošen. Roku 1445 Johanite svůj hrad získali zpět, když ho vyplatili. O rok později však johanité hrad zastavili brněnskému měšťanovi Michalovi Kunigsfelderovi, který se po hradě psal. Na panství se střídali různí zástavní držitelé, což trvalo až do roku 1490, kdy velkopřevor johanitu Jan ze Švamberka nechal hrad s panstvím zapsat do zemských desek varadínskému biskupovi Janu Filipcovi Když roku 1492 získal panství Jan z Kunovic, hrad se uvádí jako pusty.

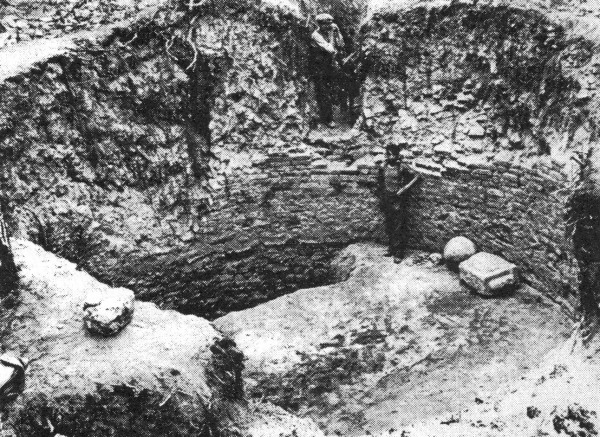
Orlovice spodek vykopané věže ve třicátých letech 20. století.

Hrad byl značně rozlehlý a měj dvojdílnou dispozici. Po rozebrání hradu pro stavební účely dostala zřícenina v lidovém podání název Orlov, který se nesprávně užívá i v současné době.

### Stavební podoba
Z někdejšího gotického hradu se dodnes dochovaly jen pozůstatky valů a příkopů. Na jeho bývalém předhradí stojí dosud slohově neurčitý orlovický kostel sv. Václava, postavený v roce 1785 na zbytcích hradní kaple.

## Obyvatelstvo

### Struktura
V obci k počátku roku 2016 žilo celkem 322 obyvatel. Z nich bylo 163 mužů a 159 žen. Průměrný věk obyvatel obce dosahoval 42,6% let. Dle Sčítání lidu, domů a bytů provedeném v roce 2011, kdy v obci žilo 310 lidí. Nejvíce z nich bylo (15,8%) obyvatel ve věku od 0 do 14  let. Děti do 14 let věku tvořily 15,8% obyvatel a senioři nad 70 let úhrnem 11,9%. Z celkem 261  občanů obce starších 15 let mělo vzdělání 39,1% střední vč. vyučení (bez maturity). Počet vysokoškoláků dosahoval 5,4% a bez vzdělání bylo naopak 0,4% obyvatel. Z cenzu dále vyplývá, že ve městě žilo 133 ekonomicky aktivních občanů. Celkem 88,7% z nich se řadilo mezi zaměstnané, z nichž 75,9% patřilo mezi zaměstnance, 3,8% k zaměstnavatelům a zbytek pracoval na vlastní účet. Oproti tomu celých 53,5% občanů nebylo ekonomicky aktivní (to jsou například nepracující důchodci či žáci, studenti nebo učni) a zbytek svou ekonomickou aktivitu uvést nechtěl. Úhrnem 105 obyvatel obce (což je 33,9%), se hlásilo k české národnosti. Dále 100 obyvatel bylo Moravanů a 2 Slováků. Celých 136 obyvatel obce však svou národnost neuvedlo.
Vývoj počtu obyvatel za celou obec i za jeho jednotlivé části uvádí tabulka níže, ve které se zobrazuje i příslušnost jednotlivých částí k obci či následné odtržení.

## Povrch

### Orlovická vrchovina
Orlovická vrchovina je členitá vrchovina s rozlohou 119 km², střední výškou 346 m a středním sklonem 4°42´. Na J, Z a S ji obepíná Bučovická pahorkatina, z V je vymezena Zdouneckou brázdou. Orlovická vrchovina leží ve střední části Litenčické pahorkatiny.
V rámci Orlovické vrchoviny jsou vymezeny tři geomorfologické okrsky:
- Lhotská vrchovina,
- Zdislavská vrchovina a
- Medlovská vrchovina.

Podloží Orlovické vrchoviny tvoří převážně vápnité jíly s polohami písků a štěrků (nítkovické štěrky a štěrky zborovského typu) kroměřížského souvrství karpatské předhlubně (karpat). V z. části oblasti se vyskytují rovněž neogenní bazální a okrajová klastika a vrstevnaté vápnité jíly s polohami písků a štěrků (baden). 
Oblast leží ve 2. až 3. vegetačním stupni, je středně zalesněná s převahou dubových pařezin s příměsí lípy a habru.

## Znak a vlajka
Vlastní znak a prapor má obec od 14. května 2002.
- Momentálně platný znak
- Dokument, který dokládá platnost znaku

## Spolky obce

### Tělovýchovná Jednota Sokol
Jednota byla založena 14. července 1912. A roku 1947 byl schválen návrh na vybudování tělovýchovného areálu. Roku 2007  byl rozšířen o moderní umělé sportoviště.

### Sbor Dobrovolných Hasičů
Sbor založen 7. února 1890 plní v obci funkci kulturní i ochranou.
Zakladatelé:
1. František Kroupa
2. Čeněk Pospíšil
3. František Vítek
4. Josef Reška
5. Jan Sedláček
6. František Kyselák (Tehdejší farář)
7. Karel Hanáček (Tehdejší starosta)

V roce 1893 byla postavena zbrojnice a následně roku 1989 rozšířena o garáž.

## Farnost
První písemná zmínka o obci pochází z roku 1328. Kostel nechal na místě původního předhradí hradu Orlov v roce 1785 vybudovat slavkovský měšťan Franc Zhořel. Na témže místě stávala památná kaple řádu špitálu sv. Jana Jeruzalemského (Rytířského řádu johanitů, Maltézského řádu), kteří na hradě Orlov sídlili v letech 1173 až 1490.

### Duchovní správci
Administrátorem excurrendo je od července 2014 R. D. Mgr. Jaroslav Špargl.

### Aktivity ve farnosti
Farnost se pravidelně zapojuje do akce Tříkrálová sbírka. V roce 2018 se při ní ve Orlovicích vybralo 10 503 korun.
Zdroj:

## Vývoj počtu obyvatel
| Místní části   | Místní části  | 1791 | 1834 | 1869 | 1880 | 1890 | 1900 | 1910 | 1921 | 1930 | 1950 | 1961 | 1970 | 1980 | 1991 | 2001 | 2011 | 2021 |
| -------------- | ------------- | ---- | ---- | ---- | ---- | ---- | ---- | ---- | ---- | ---- | ---- | ---- | ---- | ---- | ---- | ---- | ---- | ---- |
| Počet obyvatel | část Orlovice | 410  | 463  | 477  | 493  | 519  | 545  | 627  | 598  | 579  | 560  | 533  | 490  | 408  | 330  | 307  | 310  | 318  |
| Počet domů     | část Orlovice | 62   | 77   | 82   | 87   | 92   | 99   | 114  | 116  | 132  | 156  | 151  | 148  | 129  | 153  | 160  | 167  | 170  |

## Pamětihodnosti
- Kostel svatého Václava
- Hrad Orlovice, zřícenina nad vsí v lese
- Fara
- Kříž u kostela
- Kříž mezi obcemi Orlovice a Moravské Málkovice
- Kříž u č. 90
- Kříž v trati „Nad štumperem“
- Kříž v trati „Ochůzky“

## Galerie

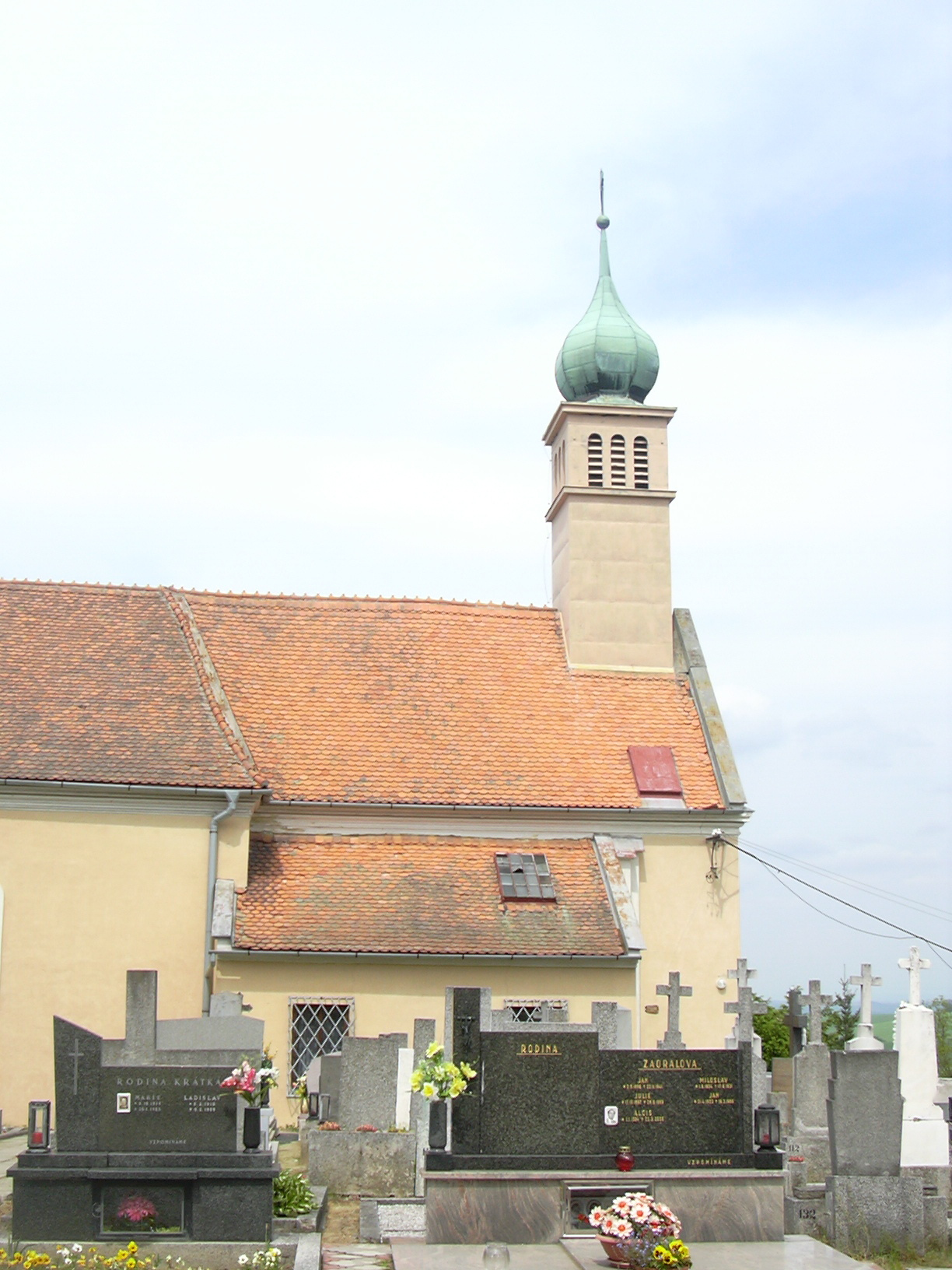
Kostel sv. Václava
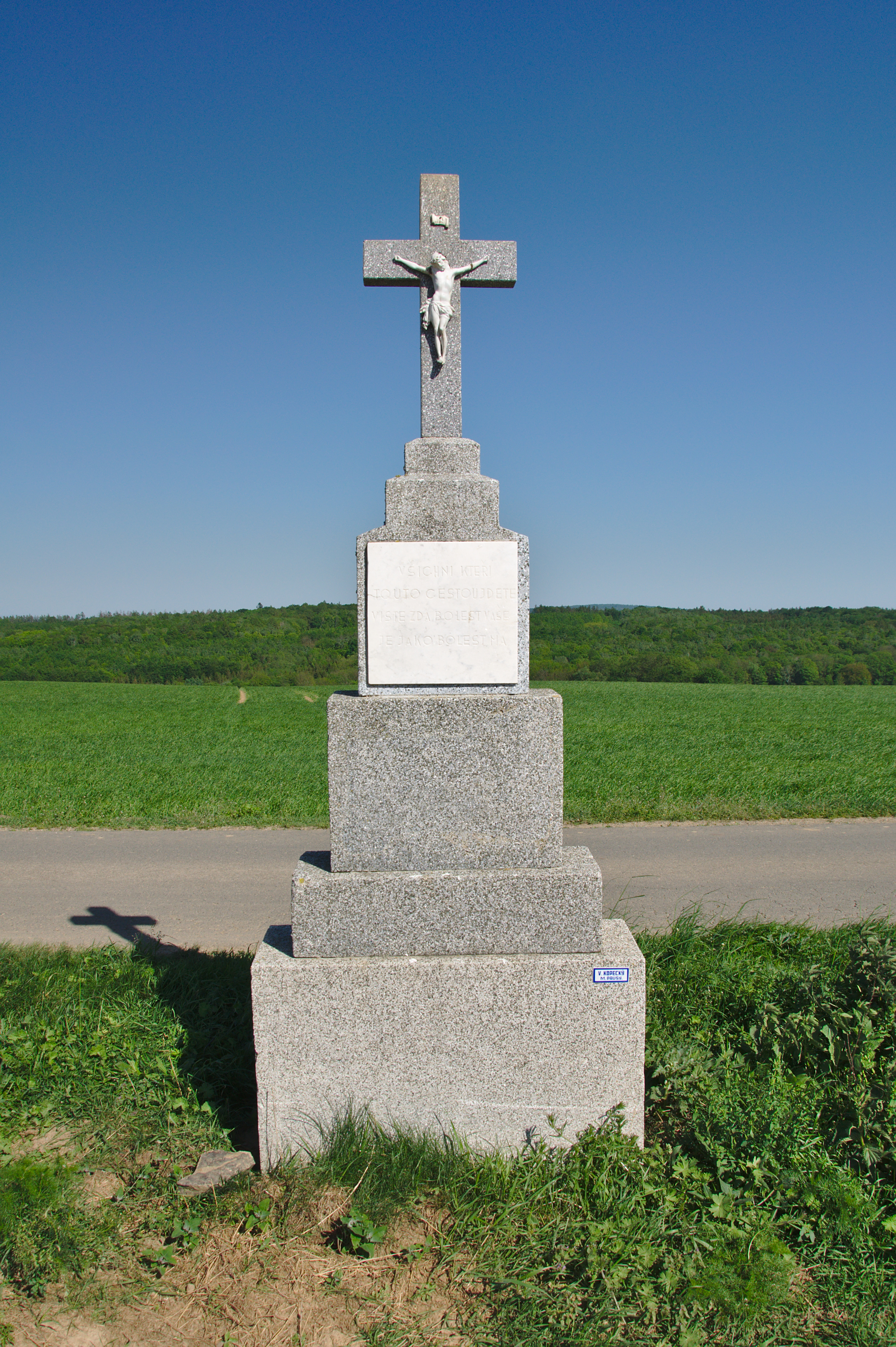
Kříž východně od obce
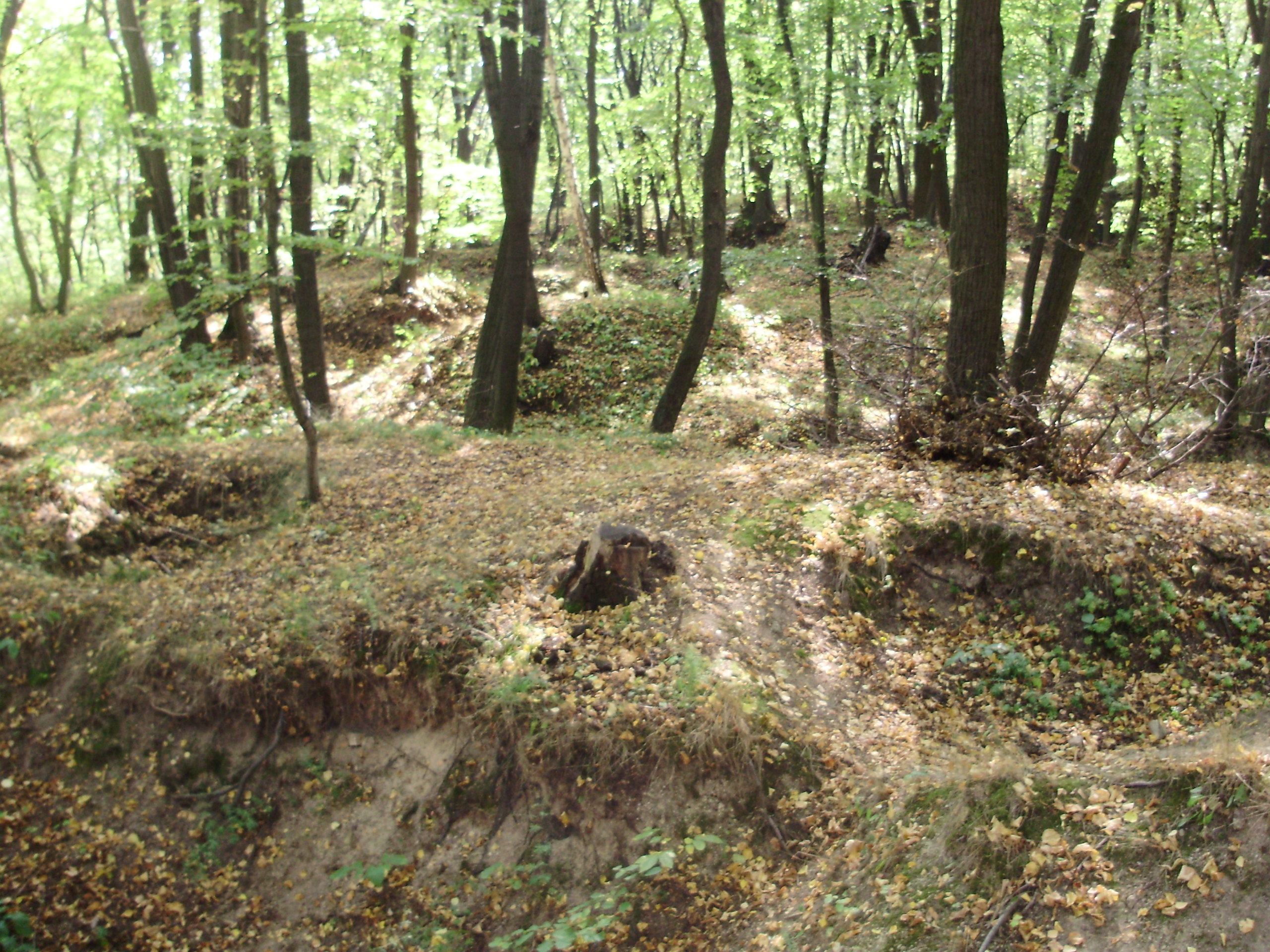
Pozůstatky hradu Orlova

## Osobnosti
- František Antonín Šípek (1921–1981), český básník